# رانافالونا الأولى
وُلدت رانافالونا الأولى (رابودو أندريان أمبويني ميرينا) - وسُميت أيضاً رامافو- قرابة عام 1778 وتوفيت في 16 أغسطس 1861م، وعُرفت أيضاً برانافالو مانجاكا الأولى، وكانت ملكة مملكة مدغشقر منذ عام 1828م حتى عام 1861. بعدما نصَبت نفسها ملكة بعد وفاة زوجها الشاب -راداما الأول- واصلت رانافالونا الأولى سياسة العُزلة والإكتفاء الذاتي، وحَدت من الروابط السياسية والاقتصادية مع القوى الأوروبية؛ رداً على الهجوم الفرنسي على مدينة فولبوينت الساحلية، كما اتخذت اجراءات قوية للقضاء على الحركة المسيحية الملاغاشية التي بدأها أعضاء جمعية لندن التبشيرية في عهد راداما الأول. استخدمت رانافالونا الأولى السُخرة(عمل قسري، مثل دفع الضرائب) استخداماً مُكثفاً لاستكمال مشاريع الأشغال العامة وتطوير جيش دائم من حوالي 20,000 إلى 30,000 من جنود مرينا، التي نشرتهم لتهدئة الأقاليم النائية من الجزيرة، وأيضاً لتوسيع المملكة. أدى وجود الحرب النظامية والمرض وإجراءات العدالة القاسية إلى ارتفاع معدل الوفيات بين الجنود والمدنيين خلال-33 عام- فترة حكمها.
استمرت المصالح الفرنسية والبريطانية في مدغشقر غير منقوصة، بالرغم من العرقلة الشديدة التي سببتها سياسات رانافالونا. أدت الانقسامات بين الفصائل التقليدية والفصائل المؤيدة لأوروبا في البلاط الملكي إلى خلق فرص استغلها الوسطاء الأوروبيين لاستعجال خلافة ابنها رادرما الثاني. اختلف الأمير الشاب مع كثير من سياسات أمه، ووافق علي العروض الفرنسية لاستغلال موارد الجزبرة كما ورد في اتفاقية لامبرت التي عقدها مع الممثل الفرنسي عام 1855م. هذه الخطط لم تنجح أبداً بأي شكل، ولم يتمكن راداما الثانى من الاستيلاء على العرش حتى وفاة رانافالونا عام 1861م عن عمر يناهز 83 عاماً.
أدان نُظراء رانافالونا الأوروبيين سياساتها عموماً، ووصفوها بالمستبدة -على أفضل تقدير- و بالمجنونة، على أسوأ تقدير. استمرت هذه الأوصاف السلبية في الأدب الغربي العالمي حتى منتصف 1970م. أعادت البحوث الأكاديمية -التي أُجريت مؤخراً- صياغة أفعال رانافالونا، كأفعال ملكة تحاول توسيع امبراطوريتها، بينما تحمي سيادة الجمهورية المالاجاشية من تجاوز التأثير الثقافي والسياسي الأوروبي.

## نشأتها
وُلدت الأميرة رامافو عام 1778م في القصر الملكي بأمباتومانوينا، حوالي 16 كم شرق أنتاناناريفو، وهي ابنة الأمير أندريان تسلا مانجاكا والأميرة رابودون أندريان تومبو. عندما كانت رامافو طفلة صغيرة، نبه أباها الملك أندريان أمبويني ميرينا (1787-1810) إلى مؤامرة لاغتياله دبرها أندريان جافي، عم الملك، الذي أزاحه أندريان أمبويني ميرينا عن العرش في المدينة الملكية امبوهيمنغا. خطب أندريان أمبويني ميرينا رامافو لابنه الأمير راداما الذي اختاره ليكون ولي العهد؛ في مقابل إنقاذ حياته، كما أعلن أن أي طفل يولد لهما سيكون الأول في خط الخلافة بعد راداما.
بالرغم من مكانة رامافو الرفيعة بين زوجات العائلة الملكية، إلا أنها لم تكن الزوجة المفضلة لراداما، ولم تنجب له أطفالاً. ورث راداما عرش الملك بعد وفاة والده أندريان أمبويني ميرينا عام 1810م، وتبعاً للعادة الملكية، أعدم راداما عدداً من خصومه المُحتملين من أقارب رامافو، مما أدى إلى توتر العلاقة بينهما. كانت رامافو المُهمَلة، الغير قادرة على الشعور بالرضا في زواجها -المُجرد من الحب- تقضي أغلب الأيام مع بعض سيدات القصر في المصادقة وشرب الروم، شراب مسكر، مع ديفيد جريفيث وأصدقائه التبشيريين في منزل جريفيث. هذه الزيارات أقامت صداقة عميقة بين رامافو و جريفيث، استمرت لثلاثة عقود.

### اعتلائها العرش

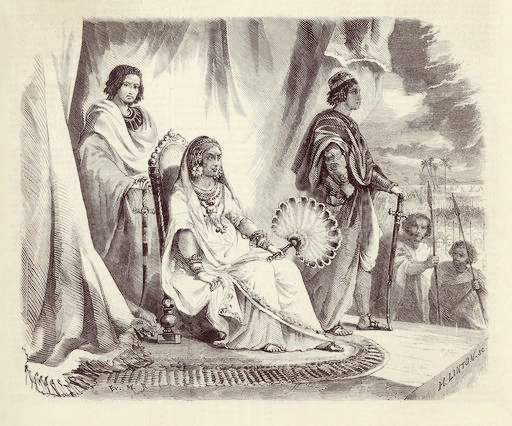
الملكة رانافالونا مع ابنها ووريثها الأمير راكوتو

مات راداما دون أن يترك وريثاً له في 27 يوليو عام 1828، فتبعاً للعُرف المحلي، كان راكوتوبي، الابن الأكبر لأخت راداما الكبرى، هو الوريث الشرعي للعرش. كان راكوتوبي شاباً ذكياً و لطيفاً، كما كان أول تلميذ يدرس في أول مدرسة أسستها جمعية لندن التبشيرية في أنتاناناريفو على أرض القصر الملكي. عندما مات راداما، كان بصحبة رجلين من الحاشية الملكية، جديرين بالثقة، مؤيدين لخلافة راكوتوبي، ومع ذلك فقد ترددا في إعلان خبر وفاة راداما لعدة أيام؛ خوفاً من الانتقام منهم بسبب تورطهم في الوشاية بأحد منافسي الملك، الذي راهنت عائلته على الخلافة بعد راداما. خلال هذا الوقت، اكتشف الحقيقة أحد رجال الحاشية، وهو ضابط عسكري ذو رتبة عالية، يُسمى أندريامامبا، وتعاون مع الضباط الآخرين ذوي النفوذ وهم أندرياميهاجا، رينيجوهاري، ورافالونتسلاما لدعم أحقية رامافو بالعرش.
أخفى هؤلاء الضباط رامافو وإحدى صديقاتها في مكان آمن، ثم حصلوا على دعم عدد كبير من صُناع القرار السياسي المؤثرين مثل القضاة وحاملي السامبي(التمائم). حشد الضباط الجيش وراء رامافو، بحيث لم تحدث معارضة مباشرة عندما أعلنت نفسها خلفاً لراداما يوم 11 أغسطس 1828م، مُدعية أنه هو الذي أمر بذلك قبل وفاته. أبقت رامافو اسم رانافالونا جانباً، ثم اتبعت العادة الملكية باعتقال وقتل منافسيها السياسيين بشكل ممنهج، ومنهم راكوتوبي وعائلته وبعض أفراد عائلة راداما الآخرين، تماماً مثلما فعل راداما بعائلتها عند توليه العرش، وقد أُقيم حفل تتويجها يوم 12 يونية عام 1829م.
أصبحت رانافالونا -بخلافتها لزوجها- أول ملكة لمملكة ايمرينا منذ تأسيسها عام 1540م، وقد وصلت إلى السلطة في ظل وسط ثقافي كان يفضل الرجال على النساء في المجال السياسي. كان الحكام في ثقافة ايمرينا التقليدية يُمنحوا -دون غيرهم- سلطة التجديد وإبطال القواعد والتقاليد المقررة. وظف الملوك عنصر الابتكار غالباً من خلال خلق نماذج جديدة من الحكومة الملكية -الأساس التقليدي للنظام السياسي- ومن ثم اعتُبروا غير مؤهلين للحكم. بالرغم من انتشار النساء الحاكمات بين الفازيمبا (سكان مدغشقر الأصليين، كما وُصفوا في التاريخ الشفوي)، انتهى هذا التقليد في المرتفعات الوسطى مع حكم أندريامانيلو (1540-1575)، مؤسس مملكة ايمرينا، والذي جاء خلفاً لأمه الملكة رافوهي (1530-1540) التي تنتمي إلى الفازيمبا.

## فترة حكمها

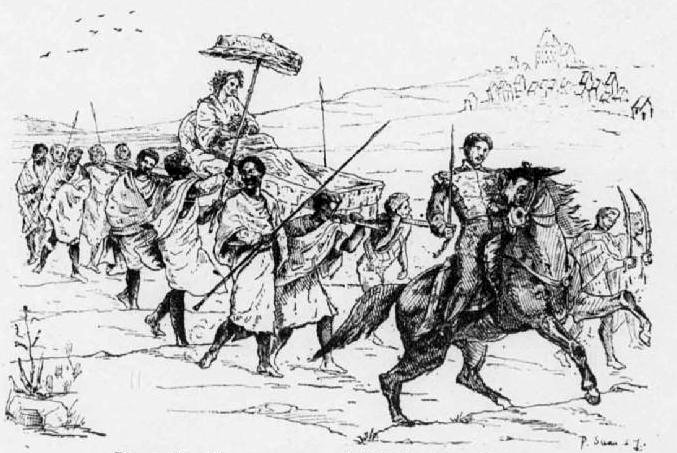
الملكة رانافالونا الأولى مسافرة على محفتها، وبصحبتها ابنها راكوتو ممتطياً جواده، وحاشية من العبيد والجنود

اتسم حكم رانافالونا الذي استمر 33 عاماً بسعيها لتقوية السلطة المحلية لمملكة ايمرينا على الأقاليم المقهورة، والحفاظ على السيادة السياسية والثقافية لمدغشقر. سُنت هذه السياسات في سياق زيادة النفوذ الأوروبي في المملكة، والمحاولات الفرنسية والإنجليزية المتنافسة من أجل الهيمنة على الجزيرة. اتخذت الملكة في بداية حكمها خطوات تدريجية لإبعاد مدغشقر عن إطار القوى الأوروبية، فبدأت بإنهاء معاهدة الصداقة مع بريطانيا، ثم وضعت قيود على أنشطة التبشيريين بجمعية لندن التبشيرية الذين أداروا مدارس للتعليم الأساسي وتدريس مهارات التجارة، بالإضافة إلى الديانة المسيحية. حظرت رانافالونا الديانة المسيحية على الشعب المالاجاشي عام 1835، وفي خلال عام رحل كل الأجانب تقريباً عن الإقليم.
واصلت الملكة سياسة الاعتماد الذاتي بعد إنهاء معظم العلاقات التجارية الأجنبية؛ من خلال الاستخدام الدائم لنظام السخرة، وهو العمل إجبارياً بدلاً من دفع الضرائب في صورة أموال أو بضائع. استكملت رانافالونا الحروب من أجل التوسع التي قادها سلفها راداما الأول، محاولة بذلك توسيع مملكتها لتشمل الجزيرة بأكملها، وفرضت عقوبات صارمة على من يعارض إرادتها. انخفض عدد سكان مدغشقر من حوالي 5 مليون نسمة إلى 2.5 مليون نسمة بين عامي 1833 و1839، ومن 750,000 نسمة إلى 130,000 نسمة بين عامي 1829 و1842 في ايمرينا، مما أسهم بشدة في خلق صورة سلبية عن حكم رانافالونا في التاريخ.

### حكومتها

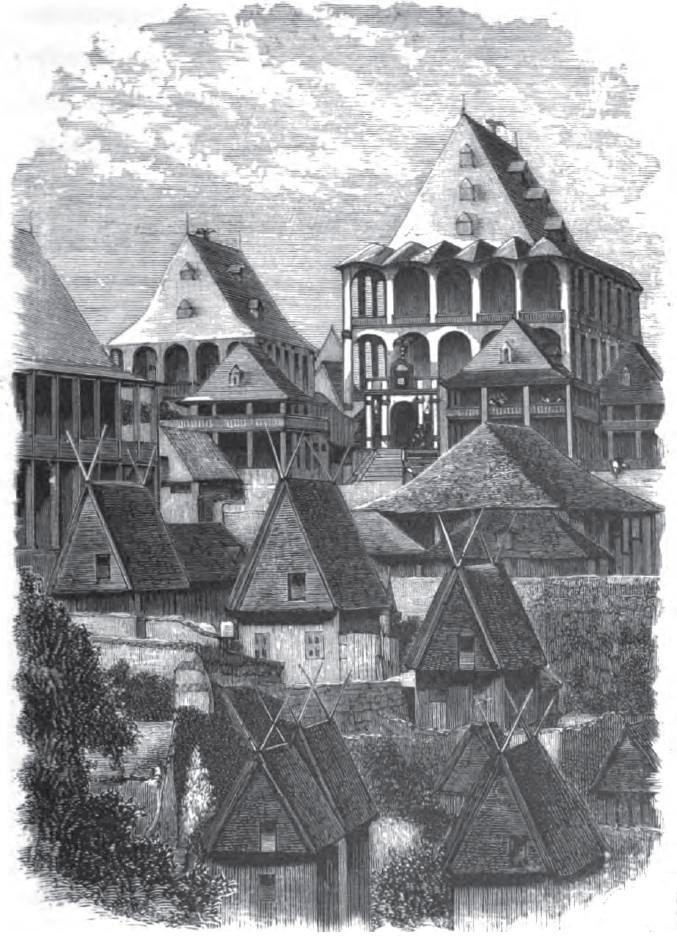
شيدت رانافالونا أكبر مبنى في مجمع روفا بأنتناناريفو، وهو قصر خشبي (أعلى اليمين) يسمى مانجاكاميادانا، وغُطي فيما بعد بالحجارة في عهد رانافالونا الثانية

تبعاً لعادة معظم ملوك ميرينا الذين سبقوها، اتخذت رانافالونا من قصر روفا الملكي بأنتاناناريفو مقراً لحكمها. شيد جين لابورد مقراً جديداً لتقيم به الملكة يُسمى مانجاكامايادانا بين عامي 1839 و1842، والذي أصبح أكبر مبنى على أرض روفا. شُيد المبنى بالكامل من الخشب، ويحتوي على عمود مركزي لدعم السقف، وبه معظم سمات البيوت التقليدية لنبلاء (أندريانا) مرينا؛ أي الطبقة الأرستقراطية. عكس المبنى بوضوح الابتكارات الأوروبية، حيث احتوى على ثلاثة طوابق محاطة بالكامل بشرفات خشبية ورواشين مدمجة في السقف الخشبي، وفي النهاية قام جيمس كاميرون، المنتمي لجمعية لندن التبشيرية، بتغطية القصر بالحجارة عام 1867م أثناء حكم رانافالونا الثانية. احترق القصر الخشبي الأصلي لرانافالونا، كما دُمرت كل مباني مجمع روفا التاريخي تقريباً في حريق عام 1995م، ولم يتبقى سوى هيكل من الحجارة موضحاً المكان الذي كان يقع به القصر في الماضي.
كان حكم رانافالونا استكمالاً لحكم راداما الأول الذي سبقها في عدة نواحي، فقد شجع كل منهما إدخال تقنيات وعلوم حديثة من الخارج، كما دعما إنشاء إقتصاد صناعي، واتخذا إجراءات وتدابير لتحقيق احترافية الجيش. نظر كلاً منهما (راداما ورانافالونا) إلى الأجانب نظرة مزدوجة؛ حيث كانا يقيما علاقات شخصية قوية معهم، كما اعتمدا على خبراتهم، وعلى الجانب الآخر، فرضا قيوداً على أنشطتهم؛ تجنباً لإحداث تغييرات تؤدي إلى زعزعة استقرار النظام الثقافي والنظام السياسي. بالإضافة إلى ذلك، ساهم كل منهما بشكل كبير في خلق بيروقراطية سياسية معقدة، والتي مكنت محكمة مرينا من السيطرة على مقاطعات بعيدة عبر جزيرة، تتجاوز مساحتها مساحة هولندا وبلجيكا وفرنسا مجتمعين.
حافظت رانافالونا على عادة الحكم بمساعدة مستشارين ينتمون في أغلب الأحيان إلى الطبقة الأرستقراطية. كان أكثر وزراء الملكة نفوذاً هم رفاقها. كان كبير مستشاريها الأول ضابطاً يافعاً بالجيش من نيمهانا يدعى أندرياميهاجا، وشغل منصب رئيس الوزراء من 1829 إلى 1830، وأغلب الظن، أن اللواء أندرياميهاجا هو الذي أنجب ابن الملكة الوحيد الأمير راكوتو (الملك راداما الثاني لاحقاً)، الذي وُلد بعد موت أبيه الرسمي (الملك راداما الأول) بأحد عشر شهراً. كان أندرياميهاجا رئيس الحزب التقدمي للبلاط الملكي في السنوات الأولى من حكم رانافالونا، وكان يفضل الحفاظ على العلاقات مع أوروبا التي بدأت في عهد راداما. قاد حزب المحافظين الأخوان رينيماهارو ورينيهارو، وكان رينيهارو هو الحارس المسئول عن أحد أقوى التمائم الملكية. ساد الاعتقاد أن هذه التمائم تتضمن وتوجه القوى الخارقة لمنصب الملك، كما أنها لعبت دوراً أساسياً في الحياة الروحية لشعب مرينا، منذ حكم رالامبو في القرن السادس عشر، على أقل تقدير. تآمر حزب المحافظين من أجل تقليل تأثير أندرياميهاجا التقدمي على الملكة، وفي سبتمبر 1830م، تمكنوا من اقناعها بتوقيع الأمر بإعدامه بتهمتي السحر والخيانة بينما كانت في حالة سكر شديدة، وتم القبض عليه وقتله في الحال.
تبع موت أندرياميهاجا تفوق المستشارين المحافظين في البلاط الملكي، الذين أصبحوا أكثر قرباً من الملكة، على الحرس الملكي لراداما من التقدميين. انتهى الأمر بزواج رانافالونا من حارس السامبي (التمائم) والرئيس الصوري لهضبة اللافي، الفيلد مارشال (المشير) رينيهارو (رافونيناهيترينياريفو) عام 1833. حظى رينيهارو بفرصة الوصول إلى البلاط الملكي من خلال والده أندريان تسيلافون أندريانا، وهو شخص عامي ينتمي إلى الهوفا، مُنح استثنائياً امتياز انضمامه إلى المجموعة الحميمة من مستشاري الملك النبلاء. عمل الفيلد مارشال رينيهارو كنائباً أول للملكة من 1830 إلى 1832، ثم عمل كرئيساً للوزراء وقائداً عاماً من 1832 إلى 1852، وبعد وفاته تزوجت الملكة من أحد المحافظين أيضاً، وهو الفيلد مارشال أندريانيسا (ويسمى أيضاً رينيجوهاري)، وظل زوجاً لرانافالونا حتى وفاتها عام 1861. عمل الفيلد مارشال أندريانيسا كرئيساً للوزراء من 1852 إلى 1862 قبل أن يتم نفيه إلى المدينة الملكية بتل أمبوهيمانجا بسبب اشتراكه في التآمر ضد راداما الثاني، ابن الملكة.
اعتمد ملوك مرينا عادةً على إلقاء الخطابات في المحافل العامة من أجل التواصل والتأكيد مجدداً على العلاقة بين الملك والجماهير، أما رانافالونا، فنظراً لقلة خبراتها في مخاطبة الجماهير وكذلك السياسة، ففضلت أن تقود مرؤوسيها وتخبرهم بالمعلومات اللازمة من خلال خطابات تُمليها على كُتاب المحكمة ممن تلقوا تعليماً تبشيرياً. قوّيت رانافالونا علاقتها بالجماهير من خلال إلقاء الخطابات العامة في المناسبات، كما التزمت بالدور التقليدي لملوك ايمرينا كواهبة لبركة الأجداد؛ من خلال أداء طقوس موروثة مثل: الفاندروانا (طقس التجديد في العام الجديد)، الثناء على آلهة العائلة الملكية، وتقديم جاكا (لحم بقري) وفوديوندري (لحم خراف) في المناسبات المعتادة. جددت رانافالونا في هذة الطقوس التقليدية عن طريق إضفاء المزيد من التعقيد والرمزية عليها؛ حتى تصبغها بأهمية ودلالة إضافية.

### الحفاظ على المملكة وتوسيعها

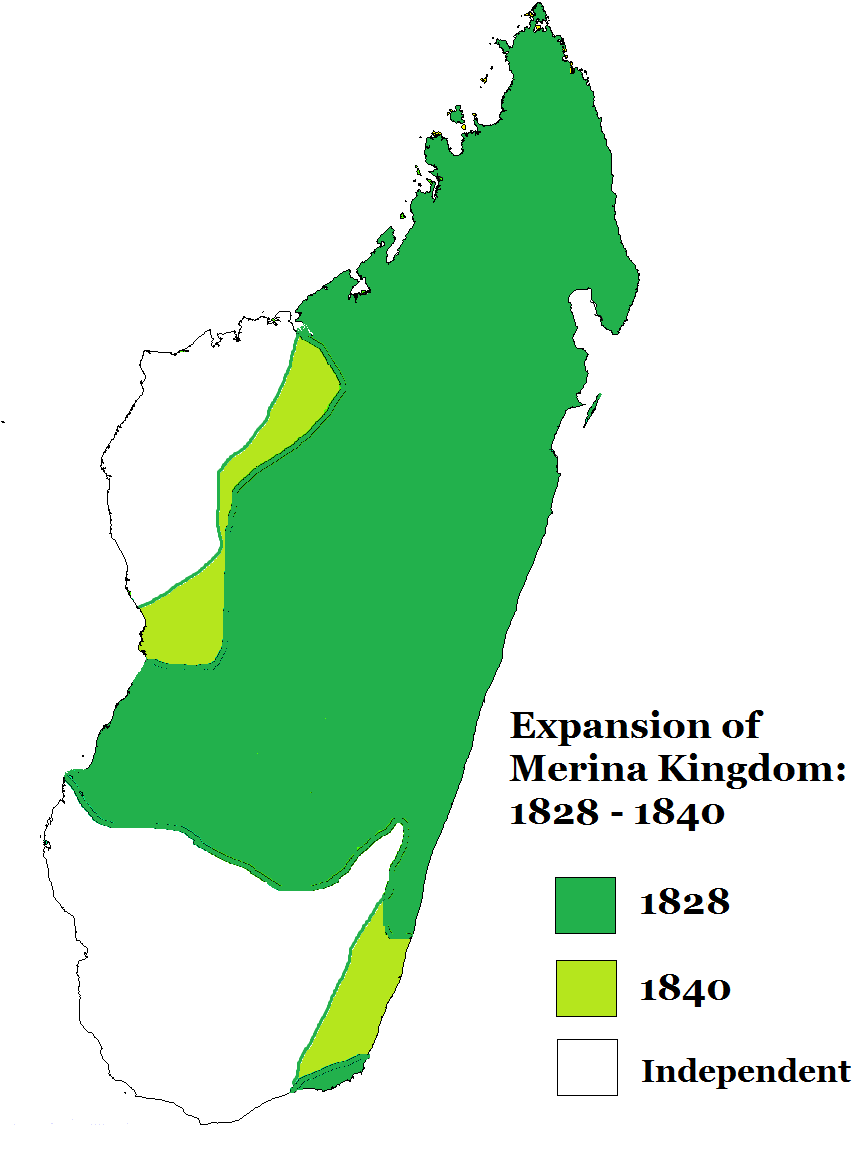
امتداد وتوسع مملكة مرينا على جزيرة مدغشقر تحت حكم رانافالونا الأولى، 1828-1840

استكملت رانافالونا الهجمات العسكرية التي بدأت في عهد راداما الأول لتهدئة الممالك المجاورة والإبقاء على خضوعهم لحكم مرينا. كان لهذه السياسات تأثيراً سلبياً قوياً على النمو الاقتصادي والسكاني في عهدها. تضمن العمل القسري بين سكان ايمرينا التجنيد الإجباري في الجيش؛ فتمكنت الملكة من إقامة جيش دائم قُدر عدده بما بين 20,000 إلى 30,000 جندي. أُرسل هذا الجيش في بعثات متكررة إلى المقاطعات المجاورة، وفرض عقوبات قاسية على المجتمعات المعارضة لهيمنة إيمرينا. انتشرت ظاهرة الإعدام الجماعي، وأُعيد من بقوا على قيد الحياة عادةً إلى إيمرينا كعبيد، بالإضافة إلى مصادرة ممتلكاتهم الثمينة كغنائم لزيادة ثروة الملكة. دخل إيمرينا من المناطق الساحلية حوالي مليون عبد بين عامي 1820 و 1853، أي ما يشكل ثلث إجمالي عدد سكان المرتفعات الوسطى، وثلثي إجمالي عدد المقيمين بأنتاناناريفو.
قُدر عدد الغير منتمين لمرينا الذين ماتوا في النزاع العنيف، أثناء الحملات العسكرية التي شنّتها رانافالونا ومن قبلها راداما من عام 1816 إلى 1853 بحوالي 60,000، بحسب المؤرخ المالاجاشي جوين كامبل. علاوة على ذلك، إن نسبة كبيرة من الذين لم يُقتلوا في المعركة في الأقاليم المقهورة، قد ماتوا مؤخراً من المجاعة، كنتيجة لسياسة الأرض المحروقة. كان عدد الوفيات بين جنود مرينا الذين اشتركوا في الأعمال العسكرية مرتفعاً للغاية، حيث قُدر بحوالي 160,000 في الفترة ما بين 1820 و 1853، بالإضافة إلى وفاة 25-50% من جنود الملكة الذين تركزوا في المناطق المنحفضة كل عام؛ نتيجة الإصابة بأمراض مثل الملاريا. بالرغم من تفشي مرض الملاريا في الأجزاء الساحلية من الجزيرة، إلا أنه لم يكن مألوفاً في المنطقة المرتفعة حول أنتناناريفو، وكانت المقاومة الطبيعية لجنود مرينا ضد المرض ضعيفة. كان متوسط عدد الوفيات بين الجنود حوالي 4500 جندي كل عام، مما أسهم في نقص السكان في إيمرينا.

#### اختبار سُم التانجينا

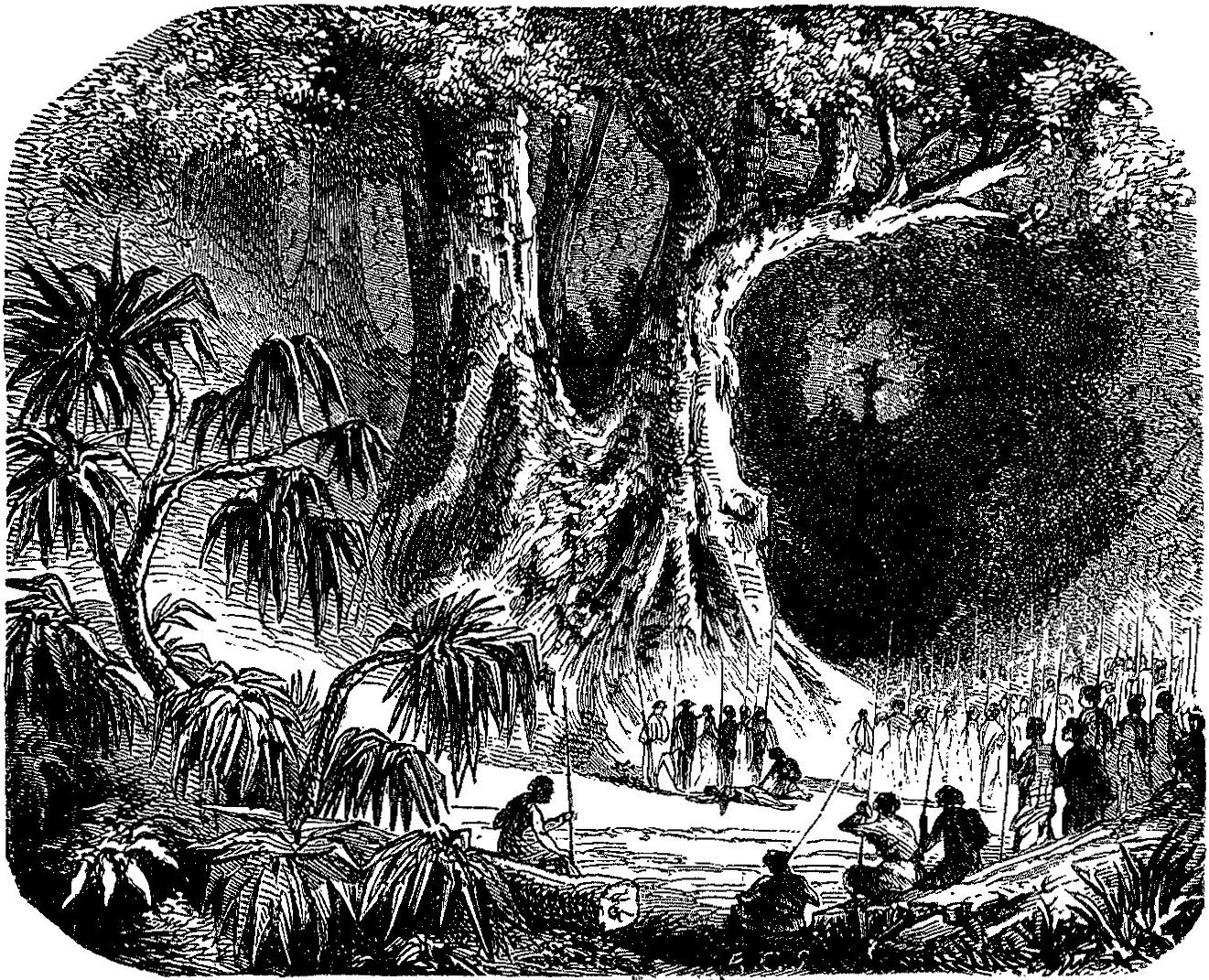
رسم أحد فناني القرن التاسع عشر للتانجينا

يُعد إجراء المحاكمات بواسطة اختبار التانجينا أحد الإجراءات الرئيسية التي اتخذتها رانافالونا؛ لحفظ النظام في المملكة. كان المتهم يتناول السُم الذي يستخرج من بذور شجيرات التانجينا، ثم تحدد النتيجة ما إذا كان بريئاً أم مذنباً. في حالة خضوع النبلاء والأحرار إلى إجراء هذا الاختبار، فكان السُم يُعطى أولاً لكلب وديك كبدلاء، ولا يُعطى للمتهم إلا إذا مات الكلب والديك من تأثير السُم، أما بالنسبة لطبقة العبيد فكان الاختبار يلزمهم أن يتناولوا السُم بأنفسهم في الحال. كان المتهم يُعطى السُم مضافاً إلى ثلاث قطع من جلد الدجاج، فإذا تقيأ الثلاث قطع ظهرت بذلك براءته، أما إذا مات أو فشل في تقيؤ الثلاث قطع، كان ذلك إشارة لإدانته. وفقاً لمؤرخ القرن التاسع عشر الملاجاشي راومبانا، اعتقد معظم الناس أن اختبار التانجينا يمثل نوع من العدالة الإلهية التي آمنوا بها إيماناً مطلقاً، لدرجة جعلتهم يتقبلوا حكم الإدانة في حالة البراءة كحكم عادل ولكنه سر إلهي غير معلوم.
استُخدم اختبار التانجينا إلزامياً للفصل في اتهام سكان مدغشقر بعضهم البعض بجرائم مختلفة مثل السرقة واعتناق المسيحية، ولا سيما السحر، وقُدر متوسط عدد من ماتوا من 20 إلى 50 بالمائة من الذين خضعوا للاختبار. تسبب اختبار التانجينا في موت حوالي 1000 شخص سنوياً في الفترة من عام 1820 إلى 1829، وارتفع متوسط عدد الوفيات لحوالي 3000 شخص سنوياً بين عام 1828 و 1861. قُدر عدد الوفيات في إيمرينا بسبب اختبار التانجينا عام 1838 بما يصل إلى 100,000 شخص، أي ما يمثل حوالي 20 بالمائة من السكان. استمر العمل باختبار التانجينا سراً في إيمرينا وعلناً في أجزاء آخرى من الجزيرة، بالرغم من تجريمه عام 1863.

#### قمع المسيحية

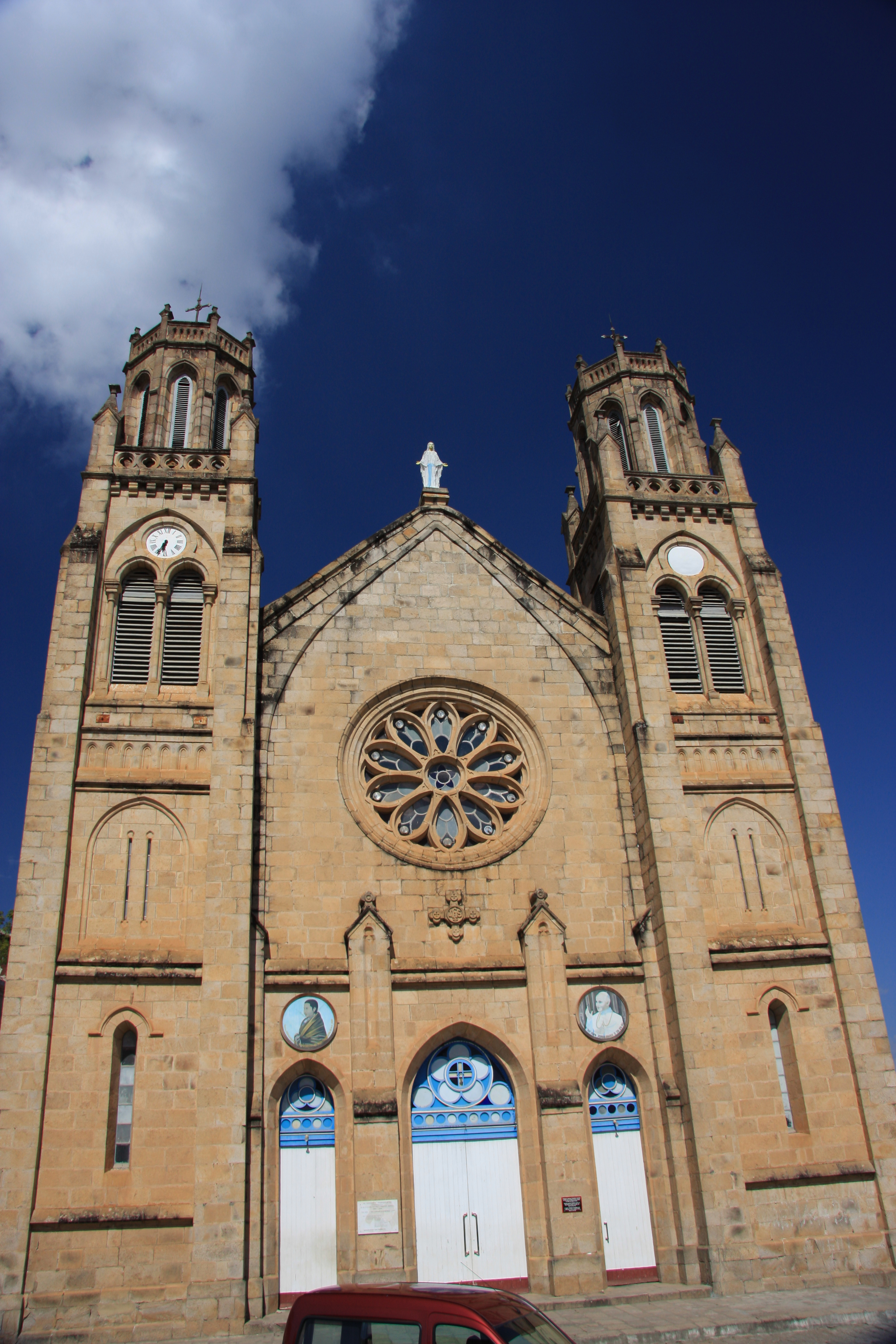
كاثدرائية أندوهالو، التي بُنيت على جرف في أنتناناريفو، حيث أعدمت رانافالونا أوائل الشهداء الملاغاشيين المسيحيين

دعا الملك راداما الأول أصحاب الحرف من أوائل المسيحيين التبشيريين إلى العاصمة لنشر علمهم، وذلك بعد زيارته لمدرسة مدغشقر الرسمية الأولى، التي شّيدها أعضاء جمعية لندن التبشيرية في توماسينا عام 1818. بدأ أعضاء جمعية لندن التبشيرية بناء ورش عمل في ديسمبر  1820 بأنتناناريفو، لتعليم صناعة الطوب وحرفة النجارة الأوروبية، وبعض المهارات العملية الآخرى، كما أنشأوا شبكة مدارس عامة حيث كان يُدرّس علم الحساب واللغة الإنجليزية، بالإضافة إلى تعليم القراءة والكتابة باستخدام أجزاء من إنجيل اللغة الملاغاشية. بالرغم من نسبة الحضور العالية في المدارس، إلا أن أعضاء جمعية لندن التبشيرية لم ينجحوا في البداية في إقناع التلاميذ باعتناق المسيحية. رأى الملك راداما قرب نهاية عصره أن الذين اعتنقوا المسيحية غير محترِمين للسيادة الملكية؛ فمنع الملاغاشيين من أن يتنصروا أو أن يحضروا الشعائر المسسيحية.
تسببت خلافة رانافالونا في البداية في تخفيف سيطرة الدولة على المسيحية، وتم تشغيل آلات طباعة كان قد استوردها أعضاء جمعية لندن التبشيرية في نهاية عصر راداما بفاعلية فقط في عام 1828. استُخدمت آلات الطباعة بأعلى كثافة أثناء السنوات الأولى من حكم رانافالونا، وتم ترجمة وطباعة آلاف التراتيل والمواد الآخرى، كما استُكملت ترجمة العهد الجديد في العام الثاني من ملكها، وتم طباعة وتوزيع 3000 نسخة بين عامي 1829 و 1830. منعت رانافالونا توزيع الكتب داخل الجيش منذ بداية حكمها، وذلك لمنع التآمر والحفاظ على النظام. أطلقت رانافالونا العنان للتبشيريين لتشغيل آلات الطباعة، كما أعفت كل العمال الملاغاشيين المُدرَبين من الخدمة العسكرية لتشغيل الآلات، كما اكتملت ترجمة العهد القديم وطُبعت النسخ الأولى في عام 1935. مُنح أعضاء جمعية لندن التبشيرية والملاغاشيين المسيحيين في الست سنوات الأولى من حكم رانافالونا، حرية طبع المواد الدينية وتعليم الدين في مدارس الدولة؛ مما أدى إلى رسوخ الديانة المسيحية بين مجموعة صغيرة ولكنها متزايدة من الذين تحولوا إلى المسيحية في العاصمة وحولها. أجازت رانافالونا في عام 1831 حضور الملاغاشيين للشعائر الدينية في الكنائس، وتناول القربان المقدس، وتنصير رعيتها، وفي خلال عام تم تنصير أول 100 ملاغاشي، من إجمالي 200 مسيحي ملتزم. هؤلاء الذين تحولوا إلى المسيحية كانوا ينتموا إلى مختلف الطبقات الاجتماعية كالعبيد والعامة والحكماء وموظفين البلاط الملكي، وحتى حاملي التمائم (السامبي) الذين كانوا يُعتبروا حصن الثقافة الموروثة.
أدى اعتناق الزعماء الدينيين والسياسيين والاجتماعيين للمسيحية إلى ردة فعل عنيفة، مما جعل رانافالونا أكثر حذراً من التأثيرات السياسية والثقافية للمسيحية، التي رأت أنها تقود الملاغاشيين إلى التخلي عن تقاليد أجدادهم. فرضت الملكة حظراً في أكتوبر ونوفمبر عام 1831 على الزيجات المسيحية، والشعائر الكنسية، وتنصير الجنود وأعضاء الحكومة الذين كانوا يدرسوا في المدارس التبشيرية، وفي ديسمبر امتد الحظر ليشمل حضور الملاغاشيين للشعائر الدينية في الكنائس. استمر التنصير والشعائر الكنسية في الخفاء بشكل متزايد من 1832 إلى 1834، وفي هذه الفترة اتُهم العديد من المسيحيين بالسحر وكان يتم نفيهم أو إخضاعهم لاختبار التانجينا، كما طلبت رانافالونا رحيل ثلاثة من التبشيريين، وأبقت فقط على أصحاب المهارات الفنية الخاصة التي رأت أن وجودهم مهم للدولة. حاولت الملكة عام 1835 أن توقف العمل في المطبعة بدون استهداف جمعية لندن التبشيرية بشكل مباشر، عن طريق منع العاملين الملاغاشيين من العمل في دار الطباعة. استغل أعضاء جمعية لندن التبشيرية عدم وجود أحكام قانونية ضد عملهم بالمطبعة، فتمكنوا من استمرار الطباعة بشكل مستقل وتوزيع المواد المطبوعة.
حظرت الملكة ممارسة المسيحية رسمياً على رعيتها في خطاب عام (Kabary) يوم 26 فبراير 1835، وحرصت في حديثها على التمييز بين شعبها الذي حظرت عليه اعتناق الديانة الجديدة واعتبرت ممارستها جناية، وبين الأجانب الذين سمحت لهم بالحرية الدينية وحرية الإرادة. اعترفت الملكة بالمساهمات الفكرية والتكنولوجية الهامة التي قام بها التبشيريون الأوروبيون من أجل تقدم بلدها، ودعتهم للإستمرار في العمل من أجل ذات الهدف بشرط أن يكفوا عن تحويل الأشخاص عن عقيدتهم:
«إلى الأجانب من الإنجليزيين أو الفرنسيين: أشكركم على حسن صنيعكم في أرضي ومملكتي، حيث نشرتوا العلوم والمعارف الأوروبية. لا تقلقوا أنفسكم، سأغير عادات وشعائر أجدادنا، لكن أي شخص يخالف قوانين مملكتي سيُعدم أياً كان. أرحب بكل العلوم والمعارف التي تفيد هذا البلد. إن التشبث بعادات وطقوس أجدادي يعد إهداراً للوقت والجهد. في ما يتعلق بالممارسة الدينية -التنصير أو التجمعات- فمحظور على شعبي الذي يسكن هذه الأرض أن يشارك فيها، سواء يوم الأحد أو خلال الأسبوع، أما بالنسبة لكم، الأجانب، فتستطيعون الممارسة وفقاً لعاداتكم وأعرافكم. مع هذا، إذا كان هناك أعمال يدوية متقنة أو مهارات عملية آخرى يمكن أن تفيد شعبنا، فقوموا باستخدامها حتى يعم النفع. هذه هي تعليماتي التي أُخبركم بها.»